# Клари, Жюстиньен
Жюстиньен Шарль Ксавье Бретонно-Клари, 4-й граф Клари (фр. Justinien Charles Xavier Bretonneau-Clary, 4e comte Clary; 20 апреля 1860 — 14 июня 1933, Париж) — французский деятель олимпийского движения, президент Олимпийского комитета Франции в 1913—1933 годах, президент оргкомитета летних Олимпийских игр 1924 года в Париже, член МОК в 1919—1933 годах. Был одним из инициаторов проведения первых зимних Олимпийских игр 1924 года. По профессии — адвокат.
Внучатый племянник Жюли и Дезире Клари.
Бронзовый призёр летних Олимпийских игр 1900 года в стендовой стрельбе. На Играх 1900 года Клари соревновался только в стендовой стрельбе и занял в этом состязании третье место.

## Награды
- Орден Почётного легиона
  - Кавалер (1905)
  - Командор (1921)
  - Великий офицер (1929)
- Командор французского ордена Сельскохозяйственных заслуг
- Гранд-офицерский крест сербского ордена Белого орла
- Офицерский крест испанского ордена Изабеллы Католической
- Кавалер шведского ордена Вазы